# Dirk Van Dijck
Dirk Van Dijck, né le 8 janvier 1952 à Wilrijk, est un acteur belge flamand.

## Filmographie
- 1999 : No Trains No Planes
- 2002 : Meisje
- 2006 : Tanghi argentini : André
- 2013 : Salamander (série télévisée)
- 2015 : Café Derby
- 2017 : Helden Boven Alles
- 2018 : 13 commandements : Peter Devriendt
- 2019 : The Best of Dorien B. : Jos
- 2024 : Young Hearts d'Anthony Schatteman (nl) : Fred

## Nominations et récompenses
- Nommé pour le prix du meilleur acteur dans No Trains No Planes au Nederlands Film Festival[2]